# Конституция СФРЮ 1963 года
Конституция СФРЮ 1963 года — являлась второй полноценной конституцией в истории Социалистической Федеративной Республики Югославии, вступившей в силу 7 апреля 1963 года. Новая конституция Югославии провозгласила страну социалистическим государством, в соответствии с чем его название было изменено на «Социалистическая Федеративная Республика Югославия», а входившие в её состав республики получили название социалистических.
Необходимость принятия новой конституции возникло в результате убеждения партийного руководства страны в том, что разработанные в 1953 году конституционные нормы, гарантирующие широкие права граждан и различных сообществ в сфере самоуправления, достаточно высоко оценены югославским обществом и заслуживают нового и окончательного конституционного переосмысления. С 1963 года система самоуправления начала охватывать все политические и экономические отношения в стране и являлась главным идейным принципом построения социалистического государства.
Согласно конституции федеральный парламент (Союзная скупщина) состоял из пяти палат. Наряду с Союзным вече, представлявшим интересы всей федерации, имелись также четыре палаты, представлявшие интересы самоуправляющихся организаций: Хозяйственное вече, Культурно-просветительское вече, Вече здравоохранения и социальной защиты (объединяли представителей различных профессиональных сфер) и Организационное-политическое вече (интегральное объединение всей системы самоуправления). Внутри Союзного вече также формировалось Вече народов из числа делегатов, назначаемых региональными парламентами (по 10 человек от республик и по 5 человек от автономных краёв). Вече народов являлось специальной структурой федерального парламента, уполномоченной решать межнациональные вопросы народов республик и краёв. С 1953 года по 1968 год её заседания проводились крайне редко. Однако после 1968 года в результате поправок к Конституции 1963 года роль Вече народов была пересмотрена, а её компетенция существенно расширена.
Президент Иосип Броз Тито сохранил за собой пост председателя Союза коммунистов, но отказался от должности председателя Союзного исполнительного веча, что ещё больше разделило партийные и государственные функции. Конституция 1963 года также ввела принцип ротации, который запрещал лицам оставаться на руководящих должностях высокого или более низкого уровня более двух четырёхлетних мандатов. Более того, конституция также расширила гарантии прав человека и гражданина, установила судебные средства правовой защиты. В целях обеспечения конституционности и законности предусматривалось создание Конституционного суда СФРЮ и конституционных судов союзных республик.
В период с 1967 по 1971 год были приняты 42 конституционные поправки к Конституции 1963 года, ещё более расширяющие по отношению к федеральному центру права и компетенцию югославских республик и автономных краёв. Поправки 1967 года касались компетенции региональных парламентов, срока мандата руководителя республики; в 1968 году были расширены права Вече народов, представлявшего интересы республик и краёв в составе федерального парламента, вводились новые правила употребления языков и алфавитов, увеличивались экономические права и финансовые полномочия регионов; в 1971 году были разрешены некоторые проблемы самоуправления, предусматривался порядок формирования органов федерации из представителей республик и краёв на паритетной основе. Кроме того в 1971 году был сформирован коллегиальный руководящий орган — Президиум СФРЮ, призванный обеспечить интересы всех республик на федеральном уровне посредством делегирования в него своих представителей. Указанные поправки должны были устранить все имеющиеся разногласия, однако в конечном итоге такие точечные изменения законодательства не смогли полностью удовлетворить все требования республик и предотвратить в них рост националистических настроений. В свою очередь, представители автономных краёв также требовали пересмотра их конституционного статуса в составе федерации и необходимости уравнять права краёв с республиками.
Конституция 1963 года была заменена принятием последней югославской конституции в 1974 году, предусматривавшей радикальное реформирование принципов построения федеративного государства в сторону децентрализации и бо́льшего усиления экономической и политической самостоятельности союзных республик.